# 启拔
启拔（?—?），柔然人。匹候跋子，地粟袁孙。
地粟袁死后，长子匹候跋继父，居东边；次子缊纥提，居西边。及拓跋什翼犍死后，缊纥提附刘卫辰。391年，魏道武帝讨伐柔然，匹候跋投降，俘虏缊纥提和他的儿子诘归之、曷多汗、社崘、斛律。394年，曷多汗、社崘、斛律叛离北魏，曷多汗被长孙肥杀死，匹候跋收留社崘。社崘杀死匹候跋，启拔见父亲被杀，和弟弟吴颉去投奔北魏。社崘在漠北建立柔然汗国。